# Monrad Wallgren

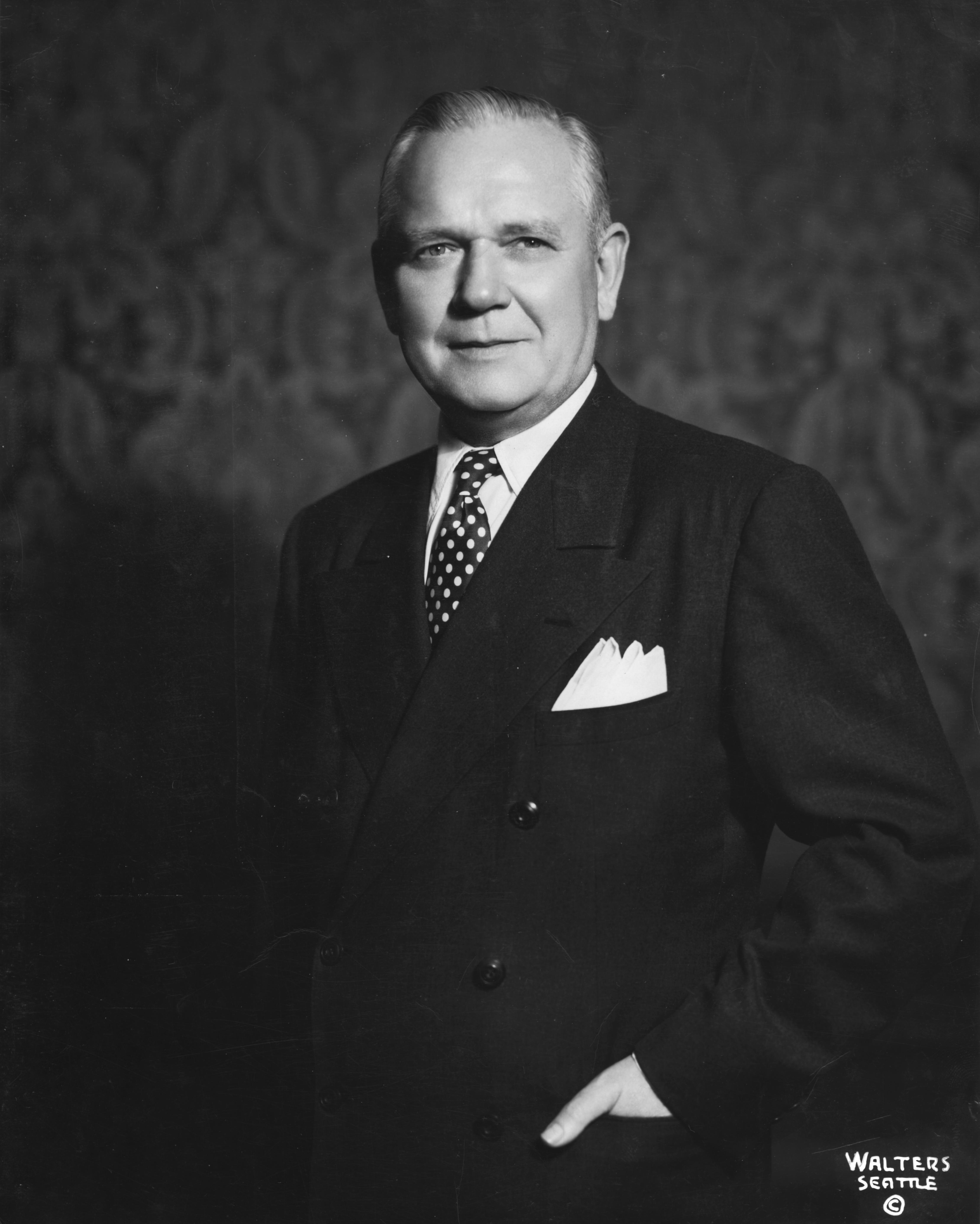

Monrad Charles Wallgren  (ur. 17 kwietnia 1891 w Des Moines, zm. 18 września 1961 w Olympii) – amerykański polityk, działacz Partii Demokratycznej.
W latach 1940–1945 sprawował urząd gubernatora stanu Waszyngton. Od 1945 do 1949 był senatorem 1. klasy ze stanu Waszyngton.   
8 września 1914 poślubił Mabel C. Liberty. Para nie miała dzieci. Zmarł w wyniku obrażeń odniesionych w wypadku samochodowym.